# I liga argentyńska w piłce nożnej (1986/1987)
Mistrzem Argentyny w sezonie 1986/87 został klub Rosario Central, natomiast wicemistrzem Argentyny – Newell’s Old Boys. Do Copa Libertadores 1987 zakwalifikowały się następujące kluby:
- Rosario Central (mistrz Argentyny)
- Independiente (zwycięzca turnieju Pre Libertadores)

Tabela spadkowa zadecydowała o tym, które kluby spadną do drugiej ligi (Primera B Nacional). Do drugiej ligi spadły dwa kluby – ostatni w tabeli spadkowej Deportivo Italiano Buenos Aires oraz po przegranym barażu CA Temperley. Na ich miejsce awansowały dwa kluby z drugiej ligi – Armenio Buenos Aires i CA Banfield.

## Primera división 1986/1987

### Kolejka 1
| Data          | Mecz |
| ------------- | --- |
| 13 lipca 1986 | Ferro Carril Oeste – Racing Córdoba 1:1 Leonardo F. Itabel – Raúl de la Cruz Chaparro                                                         |
| 13 lipca 1986 | Estudiantes La Plata – Deportivo Italiano Buenos Aires 1:1 Enzo H. Trossero – Héctor O. Rivoira                                               |
| 13 lipca 1986 | Newell’s Old Boys – Boca Juniors 3:2 Gerardo D. Martino, Sergio O. Almirón, Rubén D. Ciraolo – Jorge R. Rinaldi (2, 1k)                       |
| 13 lipca 1986 | Instituto Córdoba – CA Vélez Sarsfield 1:1 Osvaldo M. Márquez – Claudio O. García                                                             |
| 13 lipca 1986 | Independiente – CA Platense 2:1 Franco E. Navarro, Omar H. Ríos – José M. Vieta                                                               |
| 13 lipca 1986 | River Plate – Racing Club de Avellaneda 1:1 Antonio Alzamendi – Ramón I. Medina Bello                                                         |
| 13 lipca 1986 | Deportivo Español – Talleres Córdoba 0:1 Miguel A. Oviedo (k)                                                                                 |
| 13 lipca 1986 | San Lorenzo de Almagro – Rosario Central 1:1 Leonardo C. Madelón – Adelqui M. Cornaglia mecz rozegrany został na stadionie klubu Boca Juniors |
| 13 lipca 1986 | CA Temperley – Gimnasia y Esgrima La Plata 0:1 Gabriel P. Pedrazzi                                                                            |
| 13 lipca 1986 | Unión Santa Fe – Argentinos Juniors 0:0 |

### Kolejka 2
| Data          | Mecz |
| ------------- | --- |
| 20 lipca 1986 | Unión Santa Fe – Ferro Carril Oeste 0:0 |
| 20 lipca 1986 | Argentinos Juniors – CA Temperley 1:1 José A. Castro – Juan A. Crespín mecz rozegrany został na stadionie klubu Ferro Carril Oeste                  |
| 20 lipca 1986 | Gimnasia y Esgrima La Plata – San Lorenzo de Almagro 1:0 Jorge Villazán                                                                             |
| 20 lipca 1986 | Rosario Central – Deportivo Español 1:1 Rubén A. Rojas – Fabio D. Andrada                                                                           |
| 20 lipca 1986 | Talleres Córdoba – River Plate 1:1 Víctor H. Heredia – Néstor R. Gorosito                                                                           |
| 20 lipca 1986 | Racing Club de Avellaneda – Independiente 0:0 |
| 20 lipca 1986 | CA Platense – Instituto Córdoba 1:1 Jorge L. Avalos – Oscar A. Dertycia                                                                             |
| 20 lipca 1986 | CA Vélez Sarsfield – Newell’s Old Boys 1:1 Mario A. Vanemerak – Jorge R. Pautasso                                                                   |
| 20 lipca 1986 | Boca Juniors – Estudiantes La Plata 0:0 |
| 20 lipca 1986 | Deportivo Italiano Buenos Aires – Racing Córdoba 1:1 Daniel Díaz – Víctor H. Ferreyra mecz rozegrany został na stadionie klubu Atlanta Buenos Aires |

### Kolejka 3
| Data          | Mecz |
| ------------- | --- |
| 27 lipca 1986 | Ferro Carril Oeste – Deportivo Italiano Buenos Aires 1:1 Oscar R. Acosta – Miguel H. Robles                                                       |
| 27 lipca 1986 | Racing Córdoba – Boca Juniors 1:1 Omar J. Cabral – Alfredo O. Graciani                                                                            |
| 27 lipca 1986 | Estudiantes La Plata – CA Vélez Sarsfield 2:1 Sergio E. Gurrieri, Hugo E. Gottardi – Mario A. Vanemerak (k)                                       |
| 27 lipca 1986 | Newell’s Old Boys – CA Platense 0:1 Miguel A. Gambier                                                                                             |
| 27 lipca 1986 | Instituto Córdoba – Racing Club de Avellaneda 1:0 Oscar A. Dertycia                                                                               |
| 27 lipca 1986 | Independiente – Talleres Córdoba 0:1 Walter Fiori                                                                                                 |
| 27 lipca 1986 | River Plate – Rosario Central 1:2 Mario D. Saralegui – Juan J. Urruti, Omar A. Palma                                                              |
| 27 lipca 1986 | Deportivo Español – Gimnasia y Esgrima La Plata 0:0                                                                                               |
| 27 lipca 1986 | San Lorenzo de Almagro – Argentinos Juniors 2:1 Walter O. Perazzo (2, 1k) – Jorge M. Olguín mecz rozegrany został na stadionie klubu Boca Juniors |
| 27 lipca 1986 | CA Temperley – Unión Santa Fe 0:0 |

### Kolejka 4
| Data            | Mecz |
| --------------- | --- |
| 3 sierpnia 1986 | CA Temperley – Ferro Carril Oeste 0:1 Esteban F. González                                                                                    |
| 3 sierpnia 1986 | Unión Santa Fe – San Lorenzo de Almagro 1:1 Alberto Bica – Eduardo D. Hernández                                                              |
| 3 sierpnia 1986 | Argentinos Juniors – Deportivo Español 0:0 mecz rozegrany został na stadionie klubu Ferro Carril Oeste                                       |
| 3 sierpnia 1986 | Gimnasia y Esgrima La Plata – River Plate 0:1 Néstor R. Gorosito                                                                             |
| 3 sierpnia 1986 | Rosario Central – Independiente 2:4 Edgardo Bauza, Hernán E. Díaz – Gerardo M. Reinoso, Néstor R. Clausen, Franco E. Navarro, Jorge Cartaman |
| 3 sierpnia 1986 | Talleres Córdoba – Instituto Córdoba 0:0 |
| 3 sierpnia 1986 | Racing Club de Avellaneda – Newell’s Old Boys 2:0 Italo E. Ortiz, Ramón I. Medina Bello                                                      |
| 3 sierpnia 1986 | CA Platense – Estudiantes La Plata 0:2 Enzo H. Trossero, Hugo E. Gottardi                                                                    |
| 3 sierpnia 1986 | CA Vélez Sarsfield – Racing Córdoba 3:1 Pedro O. Larraquy, Mario B. Lucca, Adrián A. Bianchi – Raúl de la Cruz Chaparro                      |
| 3 sierpnia 1986 | Boca Juniors – Deportivo Italiano Buenos Aires 1:0 Héctor D. Monroig                                                                         |

### Kolejka 5
| Data             | Mecz |
| ---------------- | --- |
| 10 sierpnia 1986 | Racing Córdoba – CA Platense 1:2 Raúl de la Cruz Chaparro – Raúl H. Grimoldi (k), José M. Vieta                                                              |
| 10 sierpnia 1986 | Instituto Córdoba – Rosario Central 1:1 Osvaldo M. Márquez – Roberto D. Gasparini                                                                            |
| 11 sierpnia 1986 | Ferro Carril Oeste – Boca Juniors 1:1 Luis F. Artime – Héctor D. Monroig                                                                                     |
| 11 sierpnia 1986 | Deportivo Italiano Buenos Aires – CA Vélez Sarsfield 1:1 Víctor A. Lucero – Pablo A. Gioffré s mecz rozegrany został na stadionie klubu Atlanta Buenos Aires |
| 11 sierpnia 1986 | Estudiantes La Plata – Racing Club de Avellaneda 1:1 Enzo H. Trossero (k) – Gustavo M. Szulz                                                                 |
| 11 sierpnia 1986 | Independiente – Gimnasia y Esgrima La Plata 5:1 Alejandro E. Barberón, Gerardo M. Reinoso, Franco E. Navarro, Ricardo E. Bochini (2) – Eusebio Espínola      |
| 11 sierpnia 1986 | Deportivo Español – Unión Santa Fe 2:0 José L. Rodríguez, Julio C. Gaona                                                                                     |
| 11 sierpnia 1986 | San Lorenzo de Almagro – CA Temperley 2:1 Eduardo D. Hernández, Jorge A. García – Sergio A. Buffarini mecz rozegrany został na stadionie klubu Boca Juniors  |
| 27 sierpnia 1986 | Newell’s Old Boys – Talleres Córdoba de Córdoab 3:2 Ariel O. Cozzoni (2), Gustavo A. Dezzoti – Walter Fiori (2)                                              |
| 27 sierpnia 1986 | River Plate – Argentinos Juniors 0:0 |

### Kolejka 6
| Data             | Mecz |
| ---------------- | --- |
| 17 sierpnia 1986 | San Lorenzo de Almagro – Ferro Carril Oeste 1:1 Blas A. Giunta – Oscar R. Acosta mecz rozegrany został na stadionie klubu Boca Juniors          |
| 17 sierpnia 1986 | CA Temperley – Deportivo Español 0:2 Pablo C. Erbín s, Claudio J. Nigretti                                                                      |
| 17 sierpnia 1986 | Unión Santa Fe – River Plate 0:0 |
| 17 sierpnia 1986 | Argentinos Juniors – Independiente 1:1 José A. Castro – Jorge Cartamán według RSSSF mecz rozegrany został na stadionie klubu Ferro Carril Oeste |
| 17 sierpnia 1986 | Gimnasia y Esgrima La Plata – Instituto Córdoba 1:1 Carlos A. Carrió (k) – Enrique O. Sánchez                                                   |
| 17 sierpnia 1986 | Rosario Central – Newell’s Old Boys 0:0 |
| 17 sierpnia 1986 | Talleres Córdoba – Estudiantes La Plata 0:0 |
| 17 sierpnia 1986 | Racing Club de Avellaneda – Racing Córdoba 2:1 Ramón I. Medina Bello, Miguel A. Colombatti – Raúl de la Cruz Chaparro                           |
| 17 sierpnia 1986 | CA Platense – Deportivo Italiano Buenos Aires 1:0 Miguel A. Gambier                                                                             |
| 17 sierpnia 1986 | CA Vélez Sarsfield – Boca Juniors 2:0 Humberto D. Gutiérrez, Juan J. Meza                                                                       |

### Kolejka 7
| Data             | Mecz |
| ---------------- | --- |
| 24 sierpnia 1986 | Ferro Carril Oeste – CA Vélez Sarsfield 2:1 Leonardo F. Itabel (2) – José L. Cuciuffo |
| 24 sierpnia 1986 | Boca Juniors – CA Platense 3:2 Carlos D. Tapia, Alfredo O. Graciani, Jorge R. Rinaldi – José M. Vieta, Raúl H. Grimoldi |
| 24 sierpnia 1986 | Deportivo Italiano Buenos Aires – Racing Club de Avellaneda 1:1 Héctor O. Rivoira – Miguel A. Colombatti mecz rozegrany został na stadionie klubu Atlanta Buenos Aires |
| 24 sierpnia 1986 | Racing Córdoba – Talleres Córdoba 1:1 Vítor H. Ferreyra – Víctor H. Heredia |
| 24 sierpnia 1986 | Estudiantes La Plata – Rosario Central 1:1 Rubén J. Agüero – Omar A. Palma (k) |
| 24 sierpnia 1986 | Newell’s Old Boys – Gimnasia y Esgrima La Plata 0:0 |
| 24 sierpnia 1986 | Instituto Córdoba – Argentinos Juniors 1:1 Oscar A. Dertycia – A. Javier Dely Valdes |
| 24 sierpnia 1986 | Independiente – Unión Santa Fe 2:1 Franco E. Navarro, Ricardo O. Giusti – Alberto F. Acosta |
| 24 sierpnia 1986 | River Plate – CA Temperley 0:1 walkower Oscar A. Ruggeri, Norberto O. Alonso (2, 1k) – Sergio A. Buffarini mecz zakończony zwycięstwem River Plate 3:1, ale ponieważ piłkarz tego klubu Ramón Centurión grał pod wpływem dopingu, wynik meczu zweryfikowano na 0:1 dla Temperley |
| 24 sierpnia 1986 | Deportivo Español – San Lorenzo de Almagro 1:0 José L. Rodríguez |

### Kolejka 8
| Data             | Mecz |
| ---------------- | --- |
| 31 sierpnia 1986 | Unión Santa Fe – Instituto Córdoba 4:2 Alberto F. Acosta (k), Mario E. Alberto, Eduardo R. Sánchez, Claudio Crocco – Oscar A. Dertycia, Enrique O. Sánchez            |
| 31 sierpnia 1986 | Gimnasia y Esgrima La Plata – Estudiantes La Plata 2:1 Jorge Villazán, Sergio C. Merlini – Rubén D. Insúa                                                             |
| 31 sierpnia 1986 | Rosario Central – Racing Córdoba 5:3 Juan J. Urruti, Fernando F. Lanzidei (2), Omar A. Palma (2, 1k) – Carlos H. Borgobello, Jorge C. Pajurek, José T. Serrizuela (k) |
| 31 sierpnia 1986 | Talleres Córdoba – Deportivo Italiano Buenos Aires 4:1 Walter Fiori, Oscar R. Tedini, Víctor H. Heredia, Daniel O. Riquelme – Carlos R. Salas                         |
| 31 sierpnia 1986 | Racing Club de Avellaneda – Boca Juniors 1:0 Miguel A. Colombatti mecz rozegrany został na stadionie klubu CA Vélez Sarsfield                                         |
| 1 września 1986  | Deportivo Español – Ferro Carril Oeste 1:0 Fabio D. Andrada |
| 1 września 1986  | San Lorenzo de Almagro – River Plate 1:1 Walter O. Perazzo – Rubens E. Navarro mecz rozegrany został na stadionie klubu Atlanta Buenos Aires                          |
| 1 września 1986  | CA Temperley – Independiente 0:0 mecz rozegrany został na stadionie klubu CA Banfield                                                                                 |
| 1 września 1986  | Argentinos Juniors – Newell’s Old Boys 0:2 Ariel O. Cozzoni, Jorge W. Theiler (k) mecz rozegrany został na stadionie klubu Ferro Carril Oeste                         |
| 1 września 1986  | CA Platense – CA Vélez Sarsfield 0:1 Fabián A. Vázquez |

### Kolejka 9
| Data            | Mecz |
| --------------- | --- |
| 7 września 1986 | Ferro Carril Oeste – CA Platense 1:4 José C. Fantaguzzi – Daniel A. Rodríguez, José M. Vieta (3)                                                                  |
| 7 września 1986 | CA Vélez Sarsfield – Racing Club de Avellaneda 4:1 Fabián A. Vázquez, Claudio O. García, Humberto D. Gutiérrez, Adrián A. Bianchi – Horacio A. Attadía            |
| 7 września 1986 | Boca Juniors – Talleres Córdoba 5:3 J. Milton Melgar Soruco, Jorge A. Comas (2), Gustavo A. Torres, Alfredo O. Graciani – Héctor G. Cejas (2), Mario E. Bevilaqua |
| 7 września 1986 | Deportivo Italiano Buenos Aires – Rosario Central 0:2 Osvaldo S. Escudero, Edgardo Bauza mecz rozegrany został na stadionie klubu Atlanta Buenos Aires            |
| 7 września 1986 | Racing Córdoba – Gimnasia y Esgrima La Plata 1:1 Jorge C. Pajurek – Carlos A. Carrió                                                                              |
| 7 września 1986 | Estudiantes La Plata – Argentinos Juniors 1:1 Rubén D. Insúa – Julián E. Infantino                                                                                |
| 7 września 1986 | Newell’s Old Boys – Unión Santa Fe 1:0 Ariel O. Cozzoni |
| 7 września 1986 | Instituto Córdoba – CA Temperley 2:1 Enrique O. Sánchez (2) – Rubén A. Tanucci                                                                                    |
| 7 września 1986 | Independiente – San Lorenzo de Almagro 0:1 Walter O. Perazzo |
| 7 września 1986 | River Plate – Deportivo Español 1:0 Juan C. Segovia s |

### Kolejka 10
| Data             | Mecz |
| ---------------- | --- |
| 14 września 1986 | River Plate – Ferro Carril Oeste 2:1 Pedro A. Troglio, Claudio A. Morresi – Luis F. Artime                                             |
| 14 września 1986 | Deportivo Español – Independiente 1:0 José L. Rodríguez (k)                                                                            |
| 14 września 1986 | San Lorenzo de Almagro – Instituto Córdoba 1:0 Norberto Ortega Sánchez mecz rozegrany został na stadionie klubu Boca Juniors           |
| 14 września 1986 | CA Temperley – Newell’s Old Boys 1:1 Cristian S. Guaita – Julio A. Zamora                                                              |
| 14 września 1986 | Unión Santa Fe – Estudiantes La Plata 0:1 Alejandro Sabella                                                                            |
| 14 września 1986 | Argentinos Juniors – Racing Córdoba 1:1 Carlos A. Mayor – Jorge C. Pajurek mecz rozegrany został na stadionie klubu Ferro Carril Oeste |
| 14 września 1986 | Gimnasia y Esgrima La Plata – Deportivo Italiano Buenos Aires 0:1 Daniel Díaz                                                          |
| 14 września 1986 | Rosario Central – Boca Juniors 2:1 Fernando F. Lanzidei (2) – Alfredo O. Graciani (k)                                                  |
| 14 września 1986 | Talleres Córdoba – CA Vélez Sarsfield 1:1 Miguel A. Oviedo (k) – Pedro O. Larraquy                                                     |
| 14 września 1986 | Racing Club de Avellaneda – CA Platense 3:0 Walter R. Fernández (2), Miguel A. Colombatti                                              |

### Kolejka 11
| Data             | Mecz |
| ---------------- | --- |
| 21 września 1986 | Ferro Carril Oeste – Racing Club de Avellaneda 2:0 Oscar R. Acosta, Esteban F. González                                                                                         |
| 21 września 1986 | CA Platense – Talleres Córdoba 1:1 Miguel A. Gambier – Walter Fiori |
| 21 września 1986 | CA Vélez Sarsfield – Rosario Central 0:0 |
| 21 września 1986 | Boca Juniors – Gimnasia y Esgrima La Plata 3:1 Alfredo O. Graciani (k), Marcelo Stocco (2) – Daniel G. Pighín                                                                   |
| 21 września 1986 | Deportivo Italiano Buenos Aires – Argentinos Juniors 0:4 Claudio D. Borghi, José A. Castro (2), Sergio D. Batista mecz rozegrany został na stadionie klubu Atlanta Buenos Aires |
| 21 września 1986 | Racing Córdoba – Unión Santa Fe 2:1 Atilio E. Oyola (k), Eusebio J. Roldán – Ariel E. Catinot                                                                                   |
| 21 września 1986 | Estudiantes La Plata – CA Temperley 1:2 Hugo E. Gottardi – Pablo C. Erbín, Néstor O. Píccoli                                                                                    |
| 21 września 1986 | Newell’s Old Boys – San Lorenzo de Almagro 1:0 Claudio C. Baravane |
| 21 września 1986 | Instituto Córdoba – Deportivo Español 1:0 Enrique O. Sánchez |
| 21 września 1986 | Independiente – River Plate 2:0 Carlos A. Enrique (k), José A. Percudani |

### Kolejka 12
| Data             | Mecz |
| ---------------- | --- |
| 28 września 1986 | Independiente – Ferro Carril Oeste 0:0 |
| 28 września 1986 | River Plate – Instituto Córdoba 2:3 Patricio J. Hernández (2, 1k) – Mario F. Acuña, Oscar A. Dertycia (2)                                                      |
| 28 września 1986 | Deportivo Español – Newell’s Old Boys 0:1 Ariel O. Cozzoni |
| 28 września 1986 | San Lorenzo de Almagro – Estudiantes La Plata 2:0 Leonardo C. Madelón, Eduardo D. Hernández według RSSSF mecz rozegrany został na stadionie klubu Boca Juniors |
| 28 września 1986 | CA Temperley – Racing Córdoba 1:1 Néstor O. Píccoli – Vítor H. Ferreyra                                                                                        |
| 28 września 1986 | Unión Santa Fe – Deportivo Italiano Buenos Aires 2:1 Mario E. Alberto, Marcelo M. López – Alfredo Albariño (k)                                                 |
| 28 września 1986 | Argentinos Juniors – Boca Juniors 1:2 Jorge C. Pellegrini – Jorge A. Comas, Carlos D. Tapia mecz rozegrany został na stadionie klubu Ferro Carril Oeste        |
| 28 września 1986 | Gimnasia y Esgrima La Plata – CA Vélez Sarsfield 2:1 Miguel A. Ballejo (2) – Juan J. Mezza                                                                     |
| 28 września 1986 | Rosario Central – CA Platense 2:1 Juan J. Urruti, Omar A. Palma – Oscar A. Rifourcat                                                                           |
| 28 września 1986 | Talleres Córdoba – Racing Club de Avellaneda 3:1 Pedro R. Magallanes, Héctor G. Cejas, Walter Fiori – Miguel A. Colombatti                                     |

### Kolejka 13
| Data                | Mecz |
| ------------------- | --- |
| 5 października 1986 | Racing Córdoba – San Lorenzo de Almagro 0:0 |
| 5 października 1986 | Newell’s Old Boys – River Plate 1:0 Dalcio V. Giovagnoli |
| 5 października 1986 | Instituto Córdoba – Independiente 1:2 Oscar A. Dertycia – Alejandro E. Barberón (2)                                                                                    |
| 6 października 1986 | Ferro Carril Oeste – Talleres Córdoba 0:0 |
| 6 października 1986 | Racing Club de Avellaneda – Rosario Central 4:3 Walter R. Fernández (2), Ramón I. Medina Bello, Miguel A. Colombatti – Adelqui M. Cornaglia, Omar A. Palma (2, 1k)     |
| 6 października 1986 | CA Platense – Gimnasia y Esgrima La Plata 3:4 Raúl H. Grimoldi, Miguel A. Gambier (2) – Gabriel P. Pedrazzi, Miguel A. Ballejo (2, 1k), Omar A. Bastía                 |
| 6 października 1986 | CA Vélez Sarsfield – Argentinos Juniors 1:0 Claudio O. García |
| 6 października 1986 | Boca Juniors – Unión Santa Fe 0:0 |
| 6 października 1986 | Deportivo Italiano Buenos Aires – CA Temperley 2:1 Juan C. Cabrera, Víctor A. Lucero – Fabio A. Spotorno mecz rozegrany został na stadionie klubu Atlanta Buenos Aires |
| 6 października 1986 | Estudiantes La Plata – Deportivo Español 1:0 Walter J. Fernández |

### Kolejka 14
| Data                 | Mecz |
| -------------------- | --- |
| 10 października 1986 | Rosario Central – Talleres Córdoba 4:1 Edgardo Bauza, Omar A. Palma (2, 2k), Osvaldo S. Escudero – Héctor G. Cejas                                                               |
| 12 października 1986 | Instituto Córdoba – Ferro Carril Oeste 1:3 Enrique O. Sánchez – Esteban F. González, Claudio Cristofanelli, Daniel O. Fernández                                                  |
| 12 października 1986 | Independiente – Newell’s Old Boys 3:1 Ricardo O. Giusti, José A. Percudani, Gerardo M. Reinoso – Fabián A. Basualdo                                                              |
| 12 października 1986 | River Plate – Estudiantes La Plata 0:0 |
| 12 października 1986 | Deportivo Español – Racing Córdoba 2:3 Pedro M. Olalla, Claudio J. Nigretti – Eusebio J. Roldán, Víctor J. Wolheim, Héctor A. Chazarreta                                         |
| 12 października 1986 | San Lorenzo de Almagro – Deportivo Italiano Buenos Aires 2:1 Walter O. Perazzo, Norberto Ortega Sánchez – Alfredo Albariño mecz rozegrany został na stadionie klubu Boca Juniors |
| 12 października 1986 | CA Temperley – Boca Juniors 2:2 Rubén A. Tanucci, Héctor Vargas – Roberto A. Passucci, Jorge A. Comas mecz rozegrany został na stadionie klubu CA Vélez Sarsfield                |
| 12 października 1986 | Unión Santa Fe – CA Vélez Sarsfield 0:0 |
| 12 października 1986 | Argentinos Juniors – CA Platense 2:2 Sergio D. Batista, José A. Castro – Miguel A. Gambier, José M. Vieta mecz rozegrany został na stadionie klubu Ferro Carril Oeste            |
| 12 października 1986 | Gimnasia y Esgrima La Plata – Racing Club de Avellaneda 2:1 Jorge Villazán, Sergio C. Merlini – Miguel A. Colombatti                                                             |

### Kolejka 15
| Data                 | Mecz |
| -------------------- | --- |
| 17 października 1986 | Racing Córdoba – River Plate 1:0 Eusebio J. Roldán                                                                                      |
| 19 października 1986 | Ferro Carril Oeste – Rosario Central 1:1 Héctor D. Miranda – Juan J. Urruti                                                             |
| 19 października 1986 | Talleres Córdoba – Gimnasia y Esgrima La Plata 2:3 Walter Fiori, Claudio U. Chena – Miguel A. Ballejo, Carlos A. Carrió (2)             |
| 19 października 1986 | Racing Club de Avellaneda – Argentinos Juniors 1:1 Miguel A. Colombatti – Mario H. Videla                                               |
| 19 października 1986 | CA Platense – Unión Santa Fe 0:0 |
| 19 października 1986 | CA Vélez Sarsfield – CA Temperley 3:0 Pedro O. Larraquy, Adrián A. Bianchi, Claudio O. García                                           |
| 19 października 1986 | Boca Juniors – San Lorenzo de Almagro 3:0 Jorge A. Comas, Jorge R. Rinaldi, Alfredo O. Graciani                                         |
| 19 października 1986 | Deportivo Italiano Buenos Aires – Deportivo Español 0:1 José L. Rodríguez mecz rozegrany został na stadionie klubu Atlanta Buenos Aires |
| 19 października 1986 | Estudiantes La Plata – Independiente 1:1 Guillermo Rodríguez – José A. Percudani                                                        |
| 19 października 1986 | Newell’s Old Boys – Instituto Córdoba 1:0 Ariel O. Cozzoni                                                                              |

### Kolejka 16
| Data                 | Mecz |
| -------------------- | --- |
| 26 października 1986 | Newell’s Old Boys – Ferro Carril Oeste 1:1 Gustavo A. Dezzoti – Héctor D. Miranda |
| 26 października 1986 | Instituto Córdoba – Estudiantes La Plata 1:0 Enrique O. Sánchez |
| 26 października 1986 | Independiente – Racing Córdoba 0:1 Juan C. Erba s |
| 26 października 1986 | River Plate – Deportivo Italiano Buenos Aires 4:2 Patricio J. Hernández (k), Mario D. Saralegui, Claudio A. Morresi (2) – Richard E. Tavares (2) |
| 26 października 1986 | Deportivo Español – Boca Juniors 1:1 Pedro M. Olalla – Alfredo O. Graciani mecz rozegrany został na stadionie klubu CA Vélez Sarsfield |
| 26 października 1986 | San Lorenzo de Almagro – CA Vélez Sarsfield 3:1 Eduardo D. Hernández, José E. Alul, Walter O. Perazzo – Mario A. Vanemerak (k) mecz rozegrany został na stadionie klubu Boca Juniors                                                                                       |
| 26 października 1986 | CA Temperley – CA Platense 2:1 Orlando P. Ruiz, Flavio J. Ivanovic – Miguel A. Gambier (k) |
| 26 października 1986 | Unión Santa Fe – Racing Club de Avellaneda 1:1 Alberto F. Acosta – Italo E. Ortiz |
| 26 października 1986 | Argentinos Juniors – Talleres Córdoba 12:0 Adrián Domenech, José A. Castro (2), Carlos A. Ereros (3), Claudio D. Borghi, Mario H. Videla, Juan M. Obulgen s, Jorge Mario Olguín (2, 1k), A. Javier Dely Valdes mecz rozegrany został na stadionie klubu Ferro Carril Oeste |
| 26 października 1986 | Gimnasia y Esgrima La Plata – Rosario Central 1:0 Miguel A. Ballejo |

### Kolejka 17
| Data             | Mecz |
| ---------------- | --- |
| 2 listopada 1986 | Ferro Carril Oeste – Gimnasia y Esgrima La Plata 1:1 Oscar R. Acosta – Carlos A. Carrió                                                 |
| 2 listopada 1986 | Rosario Central – Argentinos Juniors 1:1 Omar A. Palma – José A. Castro                                                                 |
| 2 listopada 1986 | Talleres Córdoba – Unión Santa Fe 1:1 Víctor H. Heredia – Marcelo M. López                                                              |
| 2 listopada 1986 | Racing Club de Avellaneda – CA Temperley 1:0 Walter R. Fernández                                                                        |
| 2 listopada 1986 | CA Platense – San Lorenzo de Almagro 1:1 José M. Vieta – Jorge L. Avalos s                                                              |
| 2 listopada 1986 | CA Vélez Sarsfield – Deportivo Español 3:0 Claudio O. García, Mario B. Lucca, Humberto D. Gutiérrez                                     |
| 2 listopada 1986 | Boca Juniors – River Plate 1:0 Jorge A. Comas                                                                                           |
| 2 listopada 1986 | Deportivo Italiano Buenos Aires – Independiente 0:1 Osvaldo R. Ingrao (k) mecz rozegrany został na stadionie klubu Atlanta Buenos Aires |
| 2 listopada 1986 | Racing Córdoba – Instituto Córdoba 2:0 Vítor H. Ferreyra, Atilio E. Oyola                                                               |
| 2 listopada 1986 | Estudiantes La Plata – Newell’s Old Boys 1:1 Sergio E. Gurrieri – Rubén D. Ciraolo                                                      |

### Kolejka 18
| Data             | Mecz |
| ---------------- | --- |
| 9 listopada 1986 | Estudiantes La Plata – Ferro Carril Oeste 1:1 Sergio E. Gurrieri – Héctor D. Miranda |
| 9 listopada 1986 | Newell’s Old Boys – Racing Córdoba 1:2 Jorge W. Theiler (k) – Atilio E. Oyola (2, 2k) |
| 9 listopada 1986 | Instituto Córdoba – Deportivo Italiano Buenos Aires 2:2 Enrique O. Sánchez, Ricardo N. Rentera – Marcos Capocetti (2, 2k)                                                                                             |
| 9 listopada 1986 | Independiente – Boca Juniors 5:2 Gerardo M. Reinoso, Guillermo D. Ríos, Osvaldo R. Ingrao (k), Franco E. Navarro (2) – Jorge A. Comas, Alfredo O. Graciani (k)                                                        |
| 9 listopada 1986 | River Plate – CA Vélez Sarsfield 0:0 |
| 9 listopada 1986 | Deportivo Español – CA Platense 1:1 José L. Rodríguez (k) – José M. Vieta |
| 9 listopada 1986 | San Lorenzo de Almagro – Racing Club de Avellaneda 3:2 Leonardo C. Madelón, Daniel Ahmed, Norberto Ortega Sánchez – Miguel A. Colombatti, Carlos Aguilera mecz rozegrany został na stadionie klubu CA Vélez Sarsfield |
| 9 listopada 1986 | CA Temperley – Talleres Córdoba 0:2 Oscar R. Tedini (2, 2k) |
| 9 listopada 1986 | Unión Santa Fe – Rosario Central 1:1 Alberto F. Acosta – Adelqui M. Cornaglia |
| 9 listopada 1986 | Argentinos Juniors – Gimnasia y Esgrima La Plata 1:0 A. Javier Dely Valdes według RSSSF mecz rozegrany został na stadionie klubu Ferro Carril Oeste                                                                   |

### Kolejka 19
| Data              | Mecz |
| ----------------- | --- |
| 14 listopada 1986 | Rosario Central – CA Temperley 4:1 Osvaldo S. Escudero, Ariel R. Cuffaro Russo, Omar A. Palma (2) – Rubén A. Tanucci                                          |
| 14 listopada 1986 | CA Platense – River Plate 0:0 mecz rozegrany został na stadionie klubu CA Vélez Sarsfield                                                                     |
| 16 listopada 1986 | Ferro Carril Oeste – Argentinos Juniors 1:0 Oscar R. Acosta (k)                                                                                               |
| 16 listopada 1986 | Gimnasia y Esgrima La Plata – Unión Santa Fe 0:0 |
| 16 listopada 1986 | Talleres Córdoba – San Lorenzo de Almagro 1:1 Oscar R. Tedini – Leonardo C. Madelón                                                                           |
| 16 listopada 1986 | Racing Club de Avellaneda – Deportivo Español 0:1 Luis A. Correa                                                                                              |
| 16 listopada 1986 | CA Vélez Sarsfield – Independiente 2:2 Fabián A. Vázquez, Mario B. Lucca – Franco E. Navarro, Gerardo M. Reinoso                                              |
| 16 listopada 1986 | Boca Juniors – Instituto Córdoba 1:2 Héctor D. Monroig – Osvaldo M. Márquez, Enrique O. Sánchez                                                               |
| 16 listopada 1986 | Deportivo Italiano Buenos Aires – Newell’s Old Boys 1:1 Richard E. Tavares – Gustavo A. Dezzoti mecz rozegrany został na stadionie klubu Atlanta Buenos Aires |
| 16 listopada 1986 | Racing Córdoba – Estudiantes La Plata 1:1 Raúl de la Cruz Chaparro – Rubén J. Agüero                                                                          |

### Kolejka 20
| Data              | Mecz |
| ----------------- | --- |
| 22 listopada 1986 | CA Platense – Independiente 1:3 Miguel A. Gambier – Franco E. Navarro (2), Alejandro E. Barberón mecz rozegrany został na stadionie klubu CA Vélez Sarsfield                                            |
| 23 listopada 1986 | Racing Córdoba – Ferro Carril Oeste 3:1 Vítor H. Ferreyra, Héctor A. Chazarreta, Atilio E. Oyola (k) – Daniel O. Fernández                                                                              |
| 23 listopada 1986 | Deportivo Italiano Buenos Aires – Estudiantes La Plata 0:0 mecz rozegrany został na stadionie klubu Atlanta Buenos Aires                                                                                |
| 23 listopada 1986 | Boca Juniors – Newell’s Old Boys 0:3 Gustavo A. Dezzoti, Julio A. Zamora, Rubén D. Ciraolo |
| 23 listopada 1986 | CA Vélez Sarsfield – Instituto Córdoba 0:2 Roberto A. Brunetto, Ricardo N. Rentera |
| 23 listopada 1986 | Racing Club de Avellaneda – River Plate 2:2 Miguel A. Colombatti, Ramón I. Medina Bello – Claudio A. Morresi, Antonio Alzamendi                                                                         |
| 23 listopada 1986 | Talleres Córdoba – Deportivo Español 1:0 Víctor H. Heredia |
| 23 listopada 1986 | Rosario Central – San Lorenzo de Almagro 2:1 Edgardo Bauza, Hugo A. Galloni – Lorenzo Frutos |
| 23 listopada 1986 | Gimnasia y Esgrima La Plata – CA Temperley 1:0 Sergio C. Merlini |
| 23 listopada 1986 | Argentinos Juniors – Unión Santa Fe 3:3 Mario H. Videla, A. Javier Dely Valdes (2) – Víctor A. Bottaniz, Alberto F. Acosta, Fernando H. Alí mecz rozegrany został na stadionie klubu Ferro Carril Oeste |

### Kolejka 21
| Data              | Mecz |
| ----------------- | --- |
| 30 listopada 1986 | Ferro Carril Oeste – Unión Santa Fe 1:0 Claudio Cristofanelli                                                                                               |
| 30 listopada 1986 | CA Temperley – Argentinos Juniors 2:1 Mariano D. Dalla Libera, Saverio Valente – Jorge M. Olguín (k)                                                        |
| 30 listopada 1986 | San Lorenzo de Almagro – Gimnasia y Esgrima La Plata 1:1 Claudio A. Galvagni s – Carlos A. Carrió (k) mecz rozegrany został na stadionie klubu Boca Juniors |
| 30 listopada 1986 | Deportivo Español – Rosario Central 3:0 Pedro M. Olalla (k), Fabio D. Andrada, Jorge A. Ortega                                                              |
| 30 listopada 1986 | River Plate – Talleres Córdoba 3:2 Patricio J. Hernández (2, 1k), Claudio A. Morresi – Oscar R. Tedini (k), Claudio U. Chena                                |
| 30 listopada 1986 | Independiente – Racing Club de Avellaneda 2:2 José A. Percudani, Ricardo E. Bochini – Ramón I. Medina Bello, Italo E. Ortiz                                 |
| 30 listopada 1986 | Instituto Córdoba – CA Platense 3:3 Ernesto E. Corti, Ricardo N. Rentera, Osvaldo M. Márquez – José M. Vieta (2), Miguel A. Gambier                         |
| 30 listopada 1986 | Newell’s Old Boys – CA Vélez Sarsfield 2:0 Gustavo A. Dezzoti, Miguel A. Fullana                                                                            |
| 30 listopada 1986 | Estudiantes La Plata – Boca Juniors 0:1 Gustavo A. Torres mecz przerwany w 39 minucie – dokończony 5 marca 1987                                             |
| 30 listopada 1986 | Racing Córdoba – Deportivo Italiano Buenos Aires 2:1 Raúl de la Cruz Chaparro, Eusebio J. Roldán – Richard E. Tavares                                       |
| 5 marca 1987      | Estudiantes La Plata – Boca Juniors 0:3 Gustavo A. Torres, Carlos D. Tapia, Jorge A. Comas dokończenie 51 minut z 30 listopada 1986                         |

### Kolejka 22
| Data           | Mecz |
| -------------- | --- |
| 5 grudnia 1986 | Talleres Córdoba – Independiente 3:2 Oscar R. Tedini, Juan C. Erba s, Walter Fiori – Ricardo E. Bochini, Néstor R. Clausen                                      |
| 7 grudnia 1986 | Rosario Central – River Plate 2:3 Hernán E. Díaz, Omar A. Palma (k) – Claudio A. Morresi, Néstor Píccoli, Néstor R. Gorosito                                    |
| 7 grudnia 1986 | Unión Santa Fe – CA Temperley 1:0 Fernando H. Alí (k) |
| 8 grudnia 1986 | Deportivo Italiano Buenos Aires – Ferro Carril Oeste 0:2 Daniel O. Fernández, Esteban F. González mecz rozegrany został na stadionie klubu Atlanta Buenos Aires |
| 8 grudnia 1986 | Boca Juniors – Racing Córdoba 3:2 Roberto A. Passucci, Jorge A. Comas (2) – Raúl de la Cruz Chaparro, Eusebio J. Roldán                                         |
| 8 grudnia 1986 | CA Vélez Sarsfield – Estudiantes La Plata 4:2 Mario A. Vanemerak (2, 1k), Fabián A. Vázquez (2) – Sergio E. Gurrieri, Rubén D. Insúa                            |
| 8 grudnia 1986 | CA Platense – Newell’s Old Boys 0:1 Rubén D. Ciraolo |
| 8 grudnia 1986 | Racing Club de Avellaneda – Instituto Córdoba 2:2 Miguel A. Colombatti, Jorge O. Acuña – Osvaldo M. Márquez, Arsenio R. Benítez                                 |
| 8 grudnia 1986 | Gimnasia y Esgrima La Plata – Deportivo Español 1:0 Sergio C. Merlini                                                                                           |
| 8 grudnia 1986 | Argentinos Juniors – San Lorenzo de Almagro 0:1 Alexis Wilman Noble mecz rozegrany został na stadionie klubu Ferro Carril Oeste                                 |

### Kolejka 23
| Data            | Mecz |
| --------------- | --- |
| 12 grudnia 1986 | Newell’s Old Boys – Racing Club de Avellaneda 1:2 Horacio R. Cordero s – Miguel A. Colombatti, Walter R. Fernández                                              |
| 13 grudnia 1986 | Independiente – Rosario Central 0:0 |
| 13 grudnia 1986 | Racing Córdoba – CA Vélez Sarsfield 2:2 Vítor H. Ferreyra, Omar J. Cabral – Humberto D. Gutiérrez, Juan J. Meza                                                 |
| 14 grudnia 1986 | Ferro Carril Oeste – CA Temperley 0:0 |
| 14 grudnia 1986 | San Lorenzo de Almagro – Unión Santa Fe 2:1 Lorenzo Frutos, Daniel Ahmed – Pablo de las Mercedes Cárdenas mecz rozegrany został na stadionie klubu Boca Juniors |
| 14 grudnia 1986 | Deportivo Español – Argentinos Juniors 2:1 José L. Rodríguez, Jorge A. Ortega – José A. Castro                                                                  |
| 14 grudnia 1986 | Instituto Córdoba – Talleres Córdoba 2:3 Oscar A. Dertycia, Osvaldo M. Márquez – Claudio U. Chena, Mario E. Bevilaqua, Oscar R. Tedini (k)                      |
| 14 grudnia 1986 | Estudiantes La Plata – CA Platense 3:0 Rubén D. Insúa (k), Alejandro G. Nannini, Guillermo Rodríguez                                                            |
| 14 grudnia 1986 | Deportivo Italiano Buenos Aires – Boca Juniors 0:0 mecz rozegrany został na stadionie klubu Atlanta Buenos Aires                                                |
| 4 marca 1987    | River Plate – Gimnasia y Esgrima La Plata 1:2 Nelson D. Gutiérrez – Sergio C. Merlini, Omar A. Bastía                                                           |

### Kolejka 24
| Data            | Mecz |
| --------------- | --- |
| 19 grudnia 1986 | Rosario Central – Instituto Córdoba 2:2 Omar A. Palma, Hugo A. Galloni – Alejandro F. Lanari s, Sergio A. Buffarini                                     |
| 19 grudnia 1986 | Unión Santa Fe – Deportivo Español 0:0 |
| 20 grudnia 1986 | Talleres Córdoba – Newell’s Old Boys 0:2 Julio A. Zamora, Gustavo A. Dezzotti                                                                           |
| 21 grudnia 1986 | Boca Juniors – Ferro Carril Oeste 0:3 José C. Fantaguzzi, Esteban F. González, Daniel O. Fernández                                                      |
| 21 grudnia 1986 | CA Vélez Sarsfield – Deportivo Italiano Buenos Aires 2:0 Humberto D. Gutiérrez, Mario A. Vanemerak (k)                                                  |
| 21 grudnia 1986 | CA Platense – Racing Córdoba 1:1 Gerardo M. González – Raúl de la Cruz Chaparro (k)                                                                     |
| 21 grudnia 1986 | Racing Club de Avellaneda – Estudiantes La Plata 0:3 Néstor O. Craviotto, Gustavo A. Costas s, Rubén D. Insúa                                           |
| 21 grudnia 1986 | Gimnasia y Esgrima La Plata – Independiente 0:1 Pedro F. Massacessi                                                                                     |
| 21 grudnia 1986 | Argentinos Juniors – River Plate 1:2 José A. Castro – Néstor Píccoli, Patricio J. Hernández mecz rozegrany został na stadionie klubu Ferro Carril Oeste |
| 21 grudnia 1986 | CA Temperley – San Lorenzo de Almagro 0:1 Blas A. Giunta                                                                                                |

### Kolejka 25
| Data             | Mecz |
| ---------------- | --- |
| 25 stycznia 1987 | Ferro Carril Oeste – San Lorenzo de Almagro 1:1 Oscar R. Acosta – Norberto Ortega Sánchez                                                                                  |
| 25 stycznia 1987 | Deportivo Español – CA Temperley 0:0 |
| 25 stycznia 1987 | River Plate – Unión Santa Fe 2:2 Antonio Alzamendi (2) – Fernando H. Alí, Alberto Bica                                                                                     |
| 25 stycznia 1987 | Independiente – Argentinos Juniors 4:2 Ricardo E. Bochini, Alejandro E. Barberón, Gerardo M. Reinoso, Claudio O. Marangoni – Emilio N. Comisso, Carlos A. Ereros           |
| 25 stycznia 1987 | Instituto Córdoba – Gimnasia y Esgrima La Plata 2:0 Oscar A. Dertycia (k), Ernesto E. Corti                                                                                |
| 25 stycznia 1987 | Newell’s Old Boys – Rosario Central 0:0 |
| 25 stycznia 1987 | Estudiantes La Plata – Talleres Córdoba 1:1 Hugo E. Gottardi – Oscar R. Tedini (k)                                                                                         |
| 25 stycznia 1987 | Racing Córdoba – Racing Club de Avellaneda 0:4 Enrique W. Olivera, Jorge O. Acuña, Walter R. Fernández (2, 1k)                                                             |
| 25 stycznia 1987 | Deportivo Italiano Buenos Aires – CA Platense 2:3 Daniel A. Godoy, Rubén A. Rojas – Alejandro G. Nannini (3) mecz rozegrany został na stadionie klubu Atlanta Buenos Aires |
| 25 stycznia 1987 | Boca Juniors – CA Vélez Sarsfield 2:0 Jorge R. Rinaldi, Jorge A. Comas |

### Kolejka 26
| Data             | Mecz |
| ---------------- | --- |
| 31 stycznia 1987 | CA Platense – Boca Juniors 0:2 Alfredo O. Graciani, Jorge R. Rinaldi mecz rozegrany został na stadionie klubu CA Vélez Sarsfield               |
| 31 stycznia 1987 | San Lorenzo de Almagro – Deportivo Español 0:0 mecz rozegrany został na stadionie klubu Ferro Carril Oeste                                     |
| 1 lutego 1987    | CA Vélez Sarsfield – Ferro Carril Oeste 3:1 José L. Cuciuffo, Mario B. Lucca, Humberto D. Gutiérrez – Víctor H. Marchesini                     |
| 1 lutego 1987    | Racing Club de Avellaneda – Deportivo Italiano Buenos Aires 3:0 Walter R. Fernández, Italo E. Ortiz, Enrique W. Olivera                        |
| 1 lutego 1987    | Talleres Córdoba – Racing Córdoba 4:1 Oscar R. Tedini (2), Víctor H. Heredia (2) – Raúl de la Cruz Chaparro                                    |
| 1 lutego 1987    | Rosario Central – Estudiantes La Plata 3:2 Roberto D. Gasparini, Omar A. Palma, Osvaldo S. Escudero – Enzo H. Trossero (2)                     |
| 1 lutego 1987    | Gimnasia y Esgrima La Plata – Newell’s Old Boys 2:2 Ricardo D. Kuzemka (2) – Dalcio V. Giovagnoli, Julio A. Zamora                             |
| 1 lutego 1987    | Argentinos Juniors – Instituto Córdoba 0:4 Oscar A. Dertycia (2), Osvaldo M. Márquez, Ernesto E. Corti                                         |
| 1 lutego 1987    | Unión Santa Fe – Independiente 0:0 |
| 1 lutego 1987    | CA Temperley – River Plate 2:4 Jorge R. Cabrera, Ricardo M. Dabrowski – Claudio P. Caniggia (2), Patricio J. Hernández (k), Claudio A. Morresi |

### Kolejka 27
| Data          | Mecz |
| ------------- | --- |
| 8 lutego 1987 | Ferro Carril Oeste – Deportivo Español 1:0 Luis F. Artime                                                            |
| 8 lutego 1987 | River Plate – San Lorenzo de Almagro 1:1 Antonio Alzamendi – Rolando Barrera                                         |
| 8 lutego 1987 | Independiente – CA Temperley 2:1 Franco E. Navarro (2) – Julio A. Pavón                                              |
| 8 lutego 1987 | Instituto Córdoba – Unión Santa Fe 1:1 Pedro Sánchez – Alberto F. Acosta                                             |
| 8 lutego 1987 | Newell’s Old Boys – Argentinos Juniors 1:0 Jorge W. Theiler (k)                                                      |
| 8 lutego 1987 | Estudiantes La Plata – Gimnasia y Esgrima La Plata 0:0                                                               |
| 8 lutego 1987 | Racing Córdoba – Rosario Central 1:4 Vítor H. Ferreyra – Omar A. Palma, Roberto D. Gasparini (3, 1k)                 |
| 8 lutego 1987 | Deportivo Italiano Buenos Aires – Talleres Córdoba 0:0 mecz rozegrany został na stadionie klubu Atlanta Buenos Aires |
| 8 lutego 1987 | Boca Juniors – Racing Club de Avellaneda 1:0 Luis E. Abramovich                                                      |
| 8 lutego 1987 | CA Vélez Sarsfield – CA Platense 1:1 Claudio O. García – Gerardo M. González                                         |

### Kolejka 28
| Data           | Mecz |
| -------------- | --- |
| 15 lutego 1987 | Racing Club de Avellaneda – CA Vélez Sarsfield 1:0 Walter R. Fernández                                                                                       |
| 15 lutego 1987 | CA Platense – Ferro Carril Oeste 0:1 Oscar R. Acosta (k) |
| 15 lutego 1987 | Talleres Córdoba – Boca Juniors 1:3 Daniel O. Riquelme – Carlos D. Tapia, Alfredo O. Graciani, Luis R. Abdeneve                                              |
| 15 lutego 1987 | Rosario Central – Deportivo Italiano Buenos Aires 1:0 Edgardo Bauza                                                                                          |
| 15 lutego 1987 | Gimnasia y Esgrima La Plata – Racing Córdoba 1:1 Héctor Vargas – Atilio E. Oyola (k)                                                                         |
| 15 lutego 1987 | Argentinos Juniors – Estudiantes La Plata 1:1 José A. Castro – Sergio E. Gurrieri mecz rozegrany został na stadionie klubu Ferro Carril Oeste                |
| 15 lutego 1987 | Unión Santa Fe – Newell’s Old Boys 2:1 Julio C. Toresani, Marcelo M. López – Jorge W. Theiler (k)                                                            |
| 15 lutego 1987 | CA Temperley – Instituto Córdoba 2:0 Ricardo M. Dabrowski, Mariano D. Dalla Líbera (k)                                                                       |
| 15 lutego 1987 | San Lorenzo de Almagro – Independiente 2:1 Leonardo C. Madelón, Walter O. Perazzo – Ricardo E. Bochini mecz rozegrany został na stadionie klubu Boca Juniors |
| 15 lutego 1987 | Deportivo Español – River Plate 2:2 José A. Batista, José L. Rodríguez – Claudio A. Morresi, Patricio J. Hernández                                           |

### Kolejka 29
| Data           | Mecz |
| -------------- | --- |
| 20 lutego 1987 | Instituto Córdoba – San Lorenzo de Almagro 0:0 |
| 20 lutego 1987 | Newell’s Old Boys – CA Temperley 1:2 Gerardo D. Martino – Ernesto F. Pereyra, José A. Barrella                                                      |
| 20 lutego 1987 | Racing Córdoba – Argentinos Juniors 1:1 Pascual A. Noriega – A. Javier Dely Valdes                                                                  |
| 22 lutego 1987 | Ferro Carril Oeste – River Plate 2:3 Daniel O. Fernández (2) – Antonio Alzamendi (2), Alejandro Montenegro                                          |
| 22 lutego 1987 | Independiente – Deportivo Español 3:0 Alejandro E. Barberón, Franco E. Navarro, Ricardo E. Bochini                                                  |
| 22 lutego 1987 | Estudiantes La Plata – Unión Santa Fe 3:1 Rubén D. Insúa, Sergio E. Gurrieri (2) – Alberto F. Acosta                                                |
| 22 lutego 1987 | Deportivo Italiano Buenos Aires – Gimnasia y Esgrima La Plata 2:0 Daniel A. Godoy (2) mecz rozegrany został na stadionie klubu Atlanta Buenos Aires |
| 22 lutego 1987 | Boca Juniors – Rosario Central 4:1 Carlos D. Tapia, Alfredo O. Graciani (2), Jorge R. Rinaldi – Roberto D. Gasparini                                |
| 22 lutego 1987 | CA Vélez Sarsfield – Talleres Córdoba 0:2 Víctor H. Heredia, Aníbal F. Muggione                                                                     |
| 22 lutego 1987 | CA Platense – Racing Club de Avellaneda 0:2 Enrique W. Olivera, Jorge O. Acuña                                                                      |

### Kolejka 30
| Data           | Mecz |
| -------------- | --- |
| 27 lutego 1987 | Argentinos Juniors – Deportivo Italiano Buenos Aires 1:1 Claudio D. Borghi – Juan C. Cabrera mecz rozegrany został na stadionie klubu Ferro Carril Oeste  |
| 27 lutego 1987 | Unión Santa Fe – Racing Córdoba 1:0 Fernando H. Alí |
| 1 marca 1987   | Racing Club de Avellaneda – Ferro Carril Oeste 1:0 Enrique W. Olivera                                                                                     |
| 1 marca 1987   | Talleres Córdoba – CA Platense 6:0 Oscar R. Tedini (3, 2k), Mario E. Bevilaqua, Claudio U. Chena, José D. Valencia                                        |
| 1 marca 1987   | Rosario Central – CA Vélez Sarsfield 3:1 Osvaldo S. Escudero, Omar A. Palma, Roberto D. Gasparini – Mario B. Lucca                                        |
| 1 marca 1987   | Gimnasia y Esgrima La Plata – Boca Juniors 0:1 Jorge R. Rinaldi                                                                                           |
| 1 marca 1987   | CA Temperley – Estudiantes La Plata 0:3 Néstor O. Craviotto, Walter J. Fernández, Alejandro M. Russo                                                      |
| 1 marca 1987   | San Lorenzo de Almagro – Newell’s Old Boys 2:1 Rolando Barrera, Oscar Moyano – Jorge W. Theiler (k) mecz rozegrany został na stadionie klubu Boca Juniors |
| 1 marca 1987   | Deportivo Español – Instituto Córdoba 0:2 Oscar A. Dertycia, Ernesto E. Corti                                                                             |
| 1 marca 1987   | River Plate – Independiente 4:1 Alejandro Montenegro, Patricio J. Hernández, Antonio Alzamendi (2) – José A. Percudani                                    |

### Kolejka 31
| Data         | Mecz |
| ------------ | --- |
| 6 marca 1987 | Ferro Carril Oeste – Independiente 2:2 Víctor H. Marchesini, Oscar R. Acosta – Gerardo M. Reinoso, Néstor R. Clausen               |
| 6 marca 1987 | Newell’s Old Boys – Deportivo Español 1:0 Jorge W. Theiler (k)                                                                     |
| 8 marca 1987 | Instituto Córdoba – River Plate 4:1 Oscar A. Dertycia (3), Enrique O. Sánchez – Antonio Alzamendi                                  |
| 8 marca 1987 | Estudiantes La Plata – San Lorenzo de Almagro 0:0                                                                                  |
| 8 marca 1987 | Racing Córdoba – CA Temperley 1:1 Raúl de la Cruz Chaparro (k) – Jorge R. Cabrera                                                  |
| 8 marca 1987 | Deportivo Italiano Buenos Aires – Unión Santa Fe 1:0 Daniel A. Godoy mecz rozegrany został na stadionie klubu Atlanta Buenos Aires |
| 8 marca 1987 | Boca Juniors – Argentinos Juniors 2:3 Jorge A. Comas (2, 1k) – José A. Castro, Carlos A. Ereros, A. Javier Dely Valdes             |
| 8 marca 1987 | CA Vélez Sarsfield – Gimnasia y Esgrima La Plata 1:0 Mario A. Vanemerak (k)                                                        |
| 8 marca 1987 | CA Platense – Rosario Central 1:1 Alejandro G. Nannini – Roberto D. Gasparini (k)                                                  |
| 8 marca 1987 | Racing Córdoba – Talleres Córdoba 0:0                                                                                              |

### Kolejka 32
| Data          | Mecz |
| ------------- | --- |
| 13 marca 1987 | Talleres Córdoba – Ferro Carril Oeste 0:2 Daniel O. Fernández, Oscar A. Agonil                                       |
| 13 marca 1987 | Argentinos Juniors – CA Vélez Sarsfield 0:0 według RSSSF mecz rozegrany został na stadionie klubu Ferro Carril Oeste |
| 14 marca 1987 | Rosario Central – Racing Club de Avellaneda 3:0 Roberto D. Gasparini, Fernando F. Lanzidei, Claudio A. Scalise       |
| 14 marca 1987 | Gimnasia y Esgrima La Plata – CA Platense 0:0                                                                        |
| 14 marca 1987 | Unión Santa Fe – Boca Juniors 1:2 Fernando H. Alí – Jorge A. Comas, Jorge R. Rinaldi                                 |
| 14 marca 1987 | CA Temperley – Deportivo Italiano Buenos Aires 1:2 José A. Barrella – Marcos Capocetti (k), Daniel A. Godoy          |
| 14 marca 1987 | San Lorenzo de Almagro – Racing Córdoba 0:0 mecz rozegrany został na stadionie klubu CA Vélez Sarsfield              |
| 14 marca 1987 | Deportivo Español – Estudiantes La Plata 1:1 José L. Rodríguez – Rubén D. Insúa (k)                                  |
| 14 marca 1987 | River Plate – Newell’s Old Boys 1:2 Patricio J. Hernández (k) – Juan J. Rossi, Rubén D. Ciraolo                      |
| 14 marca 1987 | Independiente – Instituto Córdoba 0:0                                                                                |

### Kolejka 33
| Data          | Mecz |
| ------------- | --- |
| 27 marca 1987 | Ferro Carril Oeste – Instituto Córdoba 1:0 Oscar A. Garré |
| 27 marca 1987 | Racing Córdoba – Deportivo Español 1:2 Daniel A. Ergo – Marcelo O. Caviglia (2) |
| 29 marca 1987 | Newell’s Old Boys – Independiente 5:4 Jorge W. Theiler (k), Juan J. Rossi, Gustavo A. Dezzotti (2), Julio A. Zamora – Gerardo M. Reinoso, Osvaldo R. Ingrao (2, 1k), Franco E. Navarro |
| 29 marca 1987 | Estudiantes La Plata – River Plate 0:1 Antonio Alzamendi |
| 29 marca 1987 | Deportivo Italiano Buenos Aires – San Lorenzo de Almagro 1:0 Juan C. Cabrera mecz rozegrany został na stadionie klubu Ferro Carril Oeste                                               |
| 29 marca 1987 | Boca Juniors – CA Temperley 0:0 |
| 29 marca 1987 | CA Vélez Sarsfield – Unión Santa Fe 1:0 Fabián A. Vázquez |
| 29 marca 1987 | CA Platense – Argentinos Juniors 1:2 Miguel A. Gambier – Mario H. Videla, Carlos A. Mayor                                                                                              |
| 29 marca 1987 | Racing Club de Avellaneda – Gimnasia y Esgrima La Plata 1:0 Jorge O. Acuña |
| 29 marca 1987 | Talleres Córdoba – Rosario Central 1:2 Miguel A. Ludueña – Edgardo Bauza, Fernando F. Lanzidei                                                                                         |

### Kolejka 34
| Data            | Mecz |
| --------------- | --- |
| 1 kwietnia 1987 | Rosario Central – Ferro Carril Oeste 0:0 |
| 1 kwietnia 1987 | Gimnasia y Esgrima La Plata – Talleres Córdoba 1:1 Sergio C. Merlini – José D. Valencia                                                                                 |
| 1 kwietnia 1987 | Argentinos Juniors – Racing Club de Avellaneda 0:1 Jorge O. Acuña mecz rozegrany został na stadionie klubu Ferro Carril Oeste                                           |
| 1 kwietnia 1987 | Unión Santa Fe – CA Platense 1:1 Fernando H. Alí – Gerardo M. González                                                                                                  |
| 1 kwietnia 1987 | CA Temperley – CA Vélez Sarsfield 1:0 Ricardo M. Dabrowski |
| 1 kwietnia 1987 | San Lorenzo de Almagro – Boca Juniors 1:3 Norberto Ortega Sánchez – Jorge A. Comas (2), Alfredo O. Graciani mecz rozegrany został na stadionie klubu CA Vélez Sarsfield |
| 1 kwietnia 1987 | Deportivo Español – Deportivo Italiano Buenos Aires 1:0 Mario E. Cariaga                                                                                                |
| 1 kwietnia 1987 | River Plate – Racing Córdoba 2:0 Claudio P. Caniggia, Antonio Alzamendi                                                                                                 |
| 1 kwietnia 1987 | Independiente – Estudiantes La Plata 5:1 Franco E. Navarro (4), Gerardo M. Reinoso – Hugo E. Gottardi                                                                   |
| 1 kwietnia 1987 | Instituto Córdoba – Newell’s Old Boys 3:1 Oscar A. Dertycia (2), Mario A. Cortez – Rubén D. Ciraolo                                                                     |

### Kolejka 35
| Data            | Mecz |
| --------------- | --- |
| 5 kwietnia 1987 | Ferro Carril Oeste – Newell’s Old Boys 1:1 Luis F. Artime – Rubén D. Ciraolo                                                                                  |
| 5 kwietnia 1987 | Estudiantes La Plata – Instituto Córdoba 2:1 Rubén D. Insúa, Rodolfo E. Cardoso – Ernesto E. Corti                                                            |
| 5 kwietnia 1987 | Racing Córdoba – Independiente 2:2 Raúl de la Cruz Chaparro (2, 1k) – Alejandro E. Barberón, Pascual A. Noriega s                                             |
| 5 kwietnia 1987 | Deportivo Italiano Buenos Aires – River Plate 0:3 Néstor R. Gorosito (2), Patricio J. Hernández mecz rozegrany został na stadionie klubu Atlanta Buenos Aires |
| 5 kwietnia 1987 | Boca Juniors – Deportivo Español 2:1 Jorge R. Rinaldi (k), Jorge A. Comas – Marcelo O. Caviglia                                                               |
| 5 kwietnia 1987 | CA Vélez Sarsfield – San Lorenzo de Almagro 1:0 Fabián A. Vázquez                                                                                             |
| 5 kwietnia 1987 | CA Platense – CA Temperley 1:1 Alejandro G. Nannini – Horacio Matuszyckz                                                                                      |
| 5 kwietnia 1987 | Racing Club de Avellaneda – Unión Santa Fe 0:0 |
| 5 kwietnia 1987 | Talleres Córdoba – Argentinos Juniors 1:1 Víctor H. Heredia – Jorge M. Olguín                                                                                 |
| 5 kwietnia 1987 | Rosario Central – Gimnasia y Esgrima La Plata 2:0 Fernando F. Lanzidei, Hernán E. Díaz                                                                        |

### Kolejka 36
| Data             | Mecz |
| ---------------- | --- |
| 13 kwietnia 1987 | Gimnasia y Esgrima La Plata – Ferro Carril Oeste 1:1 Carlos A. Carrió (k) – Oscar R. Acosta (k) |
| 13 kwietnia 1987 | Argentinos Juniors – Rosario Central 0:2 Omar A. Palma (2) mecz rozegrany został na stadionie klubu Ferro Carril Oeste                                                                                            |
| 13 kwietnia 1987 | Unión Santa Fe – Talleres Córdoba 1:1 Julio C. Toresani – Carlos C. Díaz mecz przerwany w 79 minucie – wynik zachowano                                                                                            |
| 13 kwietnia 1987 | CA Temperley – Racing Club de Avellaneda 0:2 Ramón I. Medina Bello (2) według RSSSF mecz rozegrany został na stadionie klubu CA Banfield                                                                          |
| 13 kwietnia 1987 | San Lorenzo de Almagro – CA Platense 4:2 Darío A. Siviski, Walter O. Perazzo (2), Leonardo C. Madelón – Alejandro G. Nannini, Carlos A. Alfaro Moreno mecz rozegrany został na stadionie klubu CA Vélez Sarsfield |
| 13 kwietnia 1987 | Deportivo Español – CA Vélez Sarsfield 2:0 Mario E. Cariaga (2) według RSSSF mecz rozegrany został na stadionie klubu CA Huracán                                                                                  |
| 13 kwietnia 1987 | River Plate – Boca Juniors 1:1 Antonio Alzamendi – Jorge R. Rinaldi |
| 13 kwietnia 1987 | Independiente – Deportivo Italiano Buenos Aires 2:0 Gerardo M. Reinoso, Franco E. Navarro |
| 13 kwietnia 1987 | Instituto Córdoba – Racing Córdoba 0:0 |
| 13 kwietnia 1987 | Newell’s Old Boys – Estudiantes La Plata 7:1 Gerardo D. Martino, Julio A. Zamora (2), Jorge W. Theiler (k), Juan J. Rossi, Fabio A. Roldán, Rubén D. Ciraolo – Rubén D. Insúa (k)                                 |

### Kolejka 37
| Data             | Mecz |
| ---------------- | --- |
| 26 kwietnia 1987 | Ferro Carril Oeste – Estudiantes La Plata 1:0 Esteban F. González |
| 26 kwietnia 1987 | Racing Córdoba – Newell’s Old Boys 0:1 Gustavo A. Dezzotti |
| 26 kwietnia 1987 | Deportivo Italiano Buenos Aires – Instituto Córdoba 2:3 Miguel H. Robles (k), Richard E. Tavares – Alfredo A. López (2), Osvaldo M. Márquez mecz rozegrany został na stadionie klubu Atlanta Buenos Aires |
| 26 kwietnia 1987 | Boca Juniors – Independiente 2:3 Carlos D. Tapia, Jorge A. Comas (k) – Ricardo E. Bochini, José A. Percudani (2)                                                                                          |
| 26 kwietnia 1987 | CA Vélez Sarsfield – River Plate 3:2 Eduardo González Verón, Mario A. Vanemerak (k), José L. Cuciuffo – Patricio J. Hernández, Claudio A. Morresi                                                         |
| 26 kwietnia 1987 | CA Platense – Deportivo Español 0:0 |
| 26 kwietnia 1987 | Racing Club de Avellaneda – San Lorenzo de Almagro 3:1 Ramón I. Medina Bello, Eduardo W. Olivera, Jorge O. Acuña – Daniel Ahmed                                                                           |
| 26 kwietnia 1987 | Talleres Córdoba – CA Temperley 0:0 |
| 26 kwietnia 1987 | Rosario Central – Unión Santa Fe 2:1 Hugo A. Galloni, Fernando F. Lanzidei – Eduardo R. Sánchez |
| 26 kwietnia 1987 | Gimnasia y Esgrima La Plata – Argentinos Juniors 1:0 Carlos A. Carrió |

### Kolejka 38
| Data        | Mecz |
| ----------- | --- |
| 2 maja 1987 | Argentinos Juniors – Ferro Carril Oeste 0:0 mecz rozegrany został na stadionie klubu Ferro Carril Oeste |
| 2 maja 1987 | Unión Santa Fe – Gimnasia y Esgrima La Plata 2:1 Eduardo R. Sánchez, Marcelo M. López – Jorge Villazán |
| 2 maja 1987 | CA Temperley – Rosario Central 1:1 Sędzia: Carlos Espósito Bramki: 1:0 Ricardo M. Dabrowski 43, 1:1 Omar A. Palma 62k Czerwone kartki: Aguilar 24 / - Club Atlético Temperley: Puentedura – Pavón, Ruiz, Tanucci, Carrizo – Aguilar, Marioni, Dalla Líbera – Matuszyck (Pereira 79), Dabrowski (Cabrera 78), Barrella. Rezerwowi: Faltracco, Vińas, López. Trener: Rodolfo Motta. Club Atlético Rosario Central: Lanari – H. Díaz, Cuffaro Russo, Bauza, Pedernera – Gasparini (25' Urruti), Cornaglia, Palma – Escudero (73' Toscanelli), Lanzidei, Galloni. Rezerwowi: Ferlatti, Di Leo, Argota. Trener: Angel Tulio Zof. |
| 2 maja 1987 | San Lorenzo de Almagro – Talleres Córdoba 5:2 Oscar Moyano, Darío A. Siviski, Norberto Ortega Sánchez (3, 1k) – Víctor H. Heredia, José D. Valencia mecz rozegrany został na stadionie klubu Boca Juniors |
| 2 maja 1987 | Deportivo Español – Racing Club de Avellaneda 1:1 Mario E. Cariaga – Daniel S. Pavón |
| 2 maja 1987 | River Plate – CA Platense 2:3 Claudio A. Morresi, Mariano J. Aponte s – Miguel A. Gambier (3, 1k) |
| 2 maja 1987 | Independiente – CA Vélez Sarsfield 3:3 Néstor R. Clausen (k), José A. Percudani, Alejandro E. Barberón – Pedro O. Larraquy, Juan J. Meza, Eduardo González Verón |
| 2 maja 1987 | Instituto Córdoba – Boca Juniors 2:2 Osvaldo M. Márquez, Julio C. Giménez – Claudio D. Dykstra, Jorge A. Comas |
| 2 maja 1987 | Newell’s Old Boys – Deportivo Italiano Buenos Aires 4:1 Gustavo A. Dezzotti (2, 2k), Juan J. Rossi, Julio A. Zamora – Rubén A. Rojas |
| 2 maja 1987 | Estudiantes La Plata – Racing Córdoba 1:0 César D. Angelello |

### Końcowa tabela sezonu 1986/87
| Poz | Klub                            | Mecze | Zw | Rem | Por | Pkt | BrZd | BrStr |
| --- | ------------------------------- | ----- | -- | --- | --- | --- | ---- | ----- |
| 1   | Rosario Central                 | 38    | 17 | 15  | 6   | 49  | 64   | 45    |
| 2   | Newell’s Old Boys               | 38    | 19 | 10  | 9   | 48  | 57   | 38    |
| 3   | Independiente                   | 38    | 17 | 13  | 8   | 47  | 70   | 47    |
| 4   | Boca Juniors                    | 38    | 18 | 10  | 10  | 46  | 62   | 49    |
| 5   | Racing Club de Avellaneda       | 38    | 16 | 12  | 10  | 44  | 50   | 41    |
| 6   | Ferro Carril Oeste              | 38    | 13 | 18  | 7   | 44  | 40   | 32    |
| 7   | San Lorenzo de Almagro          | 38    | 15 | 14  | 9   | 44  | 45   | 38    |
| 8   | Instituto Córdoba               | 38    | 13 | 15  | 10  | 41  | 54   | 46    |
| 9   | CA Vélez Sarsfield              | 38    | 15 | 11  | 12  | 41  | 50   | 43    |
| 10  | River Plate                     | 38    | 13 | 13  | 12  | 39  | 54   | 49    |
| 11  | Talleres Córdoba                | 38    | 11 | 16  | 11  | 38  | 54   | 61    |
| 12  | Estudiantes La Plata            | 38    | 10 | 17  | 11  | 37  | 40   | 45    |
| 13  | Gimnasia y Esgrima La Plata     | 38    | 12 | 13  | 13  | 37  | 33   | 41    |
| 14  | Deportivo Español               | 38    | 12 | 12  | 14  | 36  | 29   | 31    |
| 15  | Racing Córdoba                  | 38    | 8  | 17  | 13  | 33  | 43   | 56    |
| 16  | Unión Santa Fe                  | 38    | 6  | 19  | 13  | 31  | 30   | 38    |
| 17  | Argentinos Juniors              | 38    | 5  | 18  | 15  | 28  | 45   | 47    |
| 18  | CA Temperley                    | 38    | 7  | 13  | 18  | 27  | 28   | 48    |
| 19  | CA Platense                     | 38    | 6  | 15  | 17  | 27  | 40   | 63    |
| 20  | Deportivo Italiano Buenos Aires | 38    | 6  | 11  | 21  | 23  | 29   | 59    |

### Klasyfikacja strzelców bramek 1986/87
| Gole | Piłkarz           | Klub              |
| ---- | ----------------- | ----------------- |
| 20   | Omar Palma        | Rosario Central   |
| 19   | Jorge Comas       | Boca Juniors      |
| 18   | Franco Navarro    | Independiente     |
| 16   | Oscar Dertycia    | Instituto Córdoba |
| 13   | Antonio Alzamendi | River Plate       |

## Tabela spadkowa 1986/1987
W tabeli obok sezonów 1986/87 i 1985/86 uwzględniono mistrzostwa 1984 Metropolitano.
| Poz | Klub                            | 1984M pkt/m | 1985/86 pkt/m | 1986/87 pkt/m | Razem pkt/mecze | Średnia |
| --- | ------------------------------- | ----------- | ------------- | ------------- | --------------- | ------- |
| 1   | River Plate                     | 43/36       | 56/36         | 39/38         | 138/110         | 1.2545  |
| 2   | Ferro Carril Oeste              | 50/36       | 40/36         | 44/38         | 134/110         | 1.2182  |
| 3   | Newell’s Old Boys               | 38/36       | 46/36         | 48/38         | 132/110         | 1.2000  |
| 4   | Racing Club de Avellaneda       | 0/0         | 0/0           | 44/38         | 44/38           | 1.1579  |
| 5   | Argentinos Juniors              | 51/36       | 44/36         | 28/38         | 123/110         | 1.1182  |
| 6   | Deportivo Español               | 0/0         | 46/36         | 36/38         | 82/74           | 1.1081  |
| 7   | San Lorenzo de Almagro          | 37/36       | 40/36         | 44/38         | 121/110         | 1.1000  |
| 8   | Boca Juniors                    | 30/36       | 41/36         | 46/38         | 117/110         | 1.0636  |
| 9   | CA Vélez Sarsfield              | 42/36       | 34/36         | 41/38         | 117/110         | 1.0636  |
| 10  | Independiente                   | 31/36       | 36/36         | 47/38         | 114/110         | 1.0364  |
| 11  | Estudiantes La Plata            | 48/36       | 27/36         | 37/38         | 112/110         | 1.0182  |
| 12  | Rosario Central                 | 25/36       | 0/0           | 49/38         | 74/74           | 1.0000  |
| 13  | Instituto Córdoba               | 33/36       | 35/36         | 41/38         | 109/110         | 0.9909  |
| 14  | Talleres Córdoba                | 34/36       | 37/36         | 38/38         | 109/110         | 0.9909  |
| 15  | Gimnasia y Esgrima La Plata     | 0/0         | 36/36         | 37/38         | 73/74           | 0.9865  |
| 16  | Racing Córdoba                  | 43/36       | 26/36         | 33/38         | 102/110         | 0.9273  |
| 17  | Unión Santa Fe                  | 30/36       | 31/36         | 31/38         | 92/110          | 0.8363  |
| 18  | CA Platense                     | 33/36       | 27/36         | 27/38         | 87/110          | 0.7909  |
| 19  | CA Temperley                    | 31/36       | 29/36         | 27/38         | 87/110          | 0.7909  |
| 20  | Deportivo Italiano Buenos Aires | 0/0         | 0/0           | 23/38         | 23/38           | 0.6053  |

Baraż o utrzymanie się w pierwszej lidze
| Data        | Mecz |
| ----------- | --- |
| 6 maja 1987 | CA Platense – CA Temperley 2:0 Miguel A. Gambier, Carlos A. Alfaro Moreno mecz rozegrany został na stadionie Estadio Palacio Ducó |

Do drugiej ligi spadły dwa kluby – ostatni w tabeli spadkowej Deportivo Italiano Buenos Aires i przegrany w barażu CA Temperley

## Liguilla Pre Libertadores 1986/1987
W turnieju wzięły udział trzy najlepsze drużyny z drugiej ligi oraz pięć najlepszych (oprócz mistrza) drużyn w pierwszej lidze (miejsca w tabeli od drugiego do szóstego).

### 1/4 finału
- CA Banfield – Independiente 1:0 i 0:2

1. 10.05 1987 Félix L. Orte (mecz rozegrany został na stadionie klubu CA Huracán)
2. 17.05 1987 José A. Percudani (2)

- Belgrano Córdoba – Newell’s Old Boys 0:0 i 0:2

1. 10.05 1987 0:0
2. 17.05 1987 Julio A. Zamora (2)

- Armenio Buenos Aires – Boca Juniors 2:4 i 2:2

1. 10.05 1987 Maximiliano R. Cincunegui (2) – Ivar G. Stafuzza, Carlos D. Tapia, Gustavo A. Torres, Jorge N. Higuaín (mecz rozegrany został na stadionie klubu CA Vélez Sarsfield)
2. 17.05 1987 Maximiliano R. Cincunegui, Sergio S. Maciel – Jorge A. Comas, Jorge R. Rinaldi

- Racing Club de Avellaneda – Ferro Carril Oeste 0:0 i 1:2 (dog)

1. 10.05 1987 0:0
2. 17.05 1987 Ramón I. Medina Bello – Oscar A. Garré, Daniel O. Fernández

### 1/2 finału
- Ferro Carril Oeste – Independiente 0:1 i 0:0

1. 24.05 1987 Alejandro E. Barberón
2. 31.05 1987 0:0

- Newell’s Old Boys – Boca Juniors 0:1 i 2:5

1. 24.05 1987 Jorge A. Comas k
2. 31.05 1987 Juan J. Rossi, Rubén D. Ciraolo – Jorge N. Higuaín, Carlos D. Tapia, Alfredo O. Graciani (2), Néstor H. Tessone

### Finał
- Independiente – Boca Juniors 2:2 i 2:1

1. 07.06 1987 José A. Percudani, Claudio O. Marangoni – Jorge R. Rinaldi k, Jorge A. Comas
2. 14.06 1987 Hugo D. Musladini s, Ricardo E. Bochini – Jorge A. Comas

Do Copa Libertadores 1987 obok mistrz Argentyny Rosario Central awansował zwycięzca turnieju Liguilla Pre Libertadores klub Independiente.